# Philippe IV de Waldeck
Pour les articles homonymes, voir Philippe IV.
Le comte Philippe IV de Waldeck (né en 1493 au château de Friedrichstein de Bad Wildungen; décédé le 30 novembre 1574 au château de Waldeck à Waldeck) est comte de Waldeck-Wildungen de 1513 à 1574. En 1526, lui et son oncle Philippe III de Waldeck passent à la Réforme protestante pour le comté de Waldeck.

## Famille
Philippe est le fils du comte Henri VIII de Waldeck (en) et de sa femme Anastasia de Runkel. Il est né à Friedrichstein au château d'Alt-Wildungen (qui fait maintenant une partie de Bad Wildungen). En 1513, il succède à son père en tant que dirigeant de la partie sud du comté de Waldeck. Il règne pendant 61 ans. jusqu'en 1512, il est connu comme Philippe le Jeune, de 1512 à novembre 1524 comme Philippe le Milieu et par la suite, comme Philippe, l'Aîné.

## La réforme
Philippe passe sa jeunesse à Vianden (Luxembourg), où son père est gouverneur, et, plus tard, il passe quelque temps à la cour royale française. Il rencontre sa première femme, Marguerite de la Frise Orientale à la Diète de Worms en 1521. Là, il rencontre aussi Martin Luther et devient un disciple de ses enseignements. Dès 1525, la grande majorité de la population de Waldeck et du nord de la Hesse se convertissent au Luthéranisme et à Waldeck, un ordre du comte Philippe et de son oncle, Philippe III prescrit spécifiquement d'adhérer au protestantisme. Philippe invite Johann Hefentreger, qui a été expulsé de Fritzlar dans l'Électorat de Mayence, à donner un sermon à Bad Wildungen, qui s'est tenu le 29 avril 1526. L'essai est un succès et Philippe et de son oncle, nomment Jean comme pasteur à Bad Wildungen. Il donne son premier sermon, le 17 juin 1526. Le 26 juin 1526, Johann célèbre un service luthérien dans l'Église de la ville de Waldeck et introduit ainsi officiellement le Luthéranisme dans le comté de Waldeck, quatre mois avant que le Landgrave Philippe Ier de Hesse introduise la Réforme dans les pays voisins de la Hesse au Synode de Homberg. Plus tard cette même année, Philippe et son cousin Wolrad II de Waldeck-Eisenbourg, suivant les conseils du réformateur Adam Kraft, fondent l'Église d'État Luthérienne de Waldeck au monastère de Volkhardinghausen.
Johann Hefentreger est nommé visiteur et plus tard met en œuvre l'ordre de deux comtes pour dissoudre les monastères, à l'exemple de la Hesse. Les monastères sont dissous à Berich, Flechtdorf, Netze, Ober-Werbe, Schaaken et Volkhardinghausen, mais à la condition qu'ils restent ouverts jusqu'à la mort du dernier moine. Le revenu de la sécularisation des monastères est utilisé pour des fondations charitables et, en 1578, comme base pour le premier lycée du comté à Korbach.

## Mort
Philippe est décédé à l'âge de 80 ans au château de Waldeck, la maison ancestrale de la famille. Il est enterré le 4 décembre 1574 dans le Caveau funéraire de famille dans la chapelle Saint-Nicolas de l'église du monastère Marienthal à Netze (qui fait maintenant partie de la ville de Waldeck). Philippe est remplacé en tant que comte de Waldeck-Wildungen par son fils Daniel.

## Mariage et descendance
Philippe est marié trois fois.
- Le 17 février 1523 à Emden, il épouse Marguerite (1500 - 5 juillet 1537), fille du comte Edzard Ier de Frise orientale et de la comtesse Élisabeth de Rietberg. Ils ont les enfants suivants:
  - Ernest (1523 ou 1524 - 1527)
  - Élisabeth (10 décembre 1525 - 30 mars 1543 à Waldeck), mariée en 1542 avec le comte Reinhard d'Isembourg (décédé le 28 février 1568)
  - Samuel (2 mai 1528 au château de Waldeck - 6 janvier 1570 à Friedrichstein Château de Bad Wildungen), marié le 8 octobre 1554, avec Anna Maria (1538-1583), fille du comte Henri XXXII de Schwarzbourg-Blankenbourg.
  - Daniel, comte de Waldeck-Wildungen (1er août 1530 - 7 juin 1577 à Waldeck); il succède à Philippe comme comte de Waldeck-Wildungen et se marie le 11 novembre 1568 avec Barbara de Hesse (1536-1597), fille du comte Philippe Ier de Hesse et de la veuve du duc Georges Ier de Wurtemberg
  - Henri IX, comte de Waldeck-Wildungen (10 décembre 1531 - 3 octobre 1577 à Werbe (qui fait maintenant partie de Waldeck)), marié le 19 décembre 1563 avec Anna de Viermund (décédée le 17 avril 1599)
  - Marguerite de Waldeck (1533 - 1554 à Bruxelles)
  - Frédéric (1534 - 1557 à Saint-Quentin)
  - Anastasia (1536 - 1561 à Heidelberg)
  - Esther (1537 à Bad Wildungen, morte jeune)
- Son deuxième mariage, en 1539, avec Catherine de Hatzfeld (décédée en 1546 à Naumbourg), reste sans enfant.
- Le 6 octobre 1554, il épouse sa troisième femme, Jutte d'Isembourg-Grenzau (décédée le 28 juillet 1564 à Waldeck Château). Avec elle, il a les enfants suivants:
  - Élisabeth (1555 - 6 décembre 1569 à Waldeck)
  - Madeleine (9 septembre 1558 - août 1599), mariée le 5 février 1576 avec le comte Philippe-Louis Ier de Hanau-Münzenberg (1553-1580) et le 9 décembre 1581 avec le comte Jean VII de Nassau-Siegen (1561-1623)